# Copa Coliseo 1998
La Copa Coliseo 1998 (llamada comercialmente COORS LIGHT Coliseum Cup por motivos de patrocinio) es la primera edición de la Copa Coliseo, un torneo amistoso.

## Sistema de competencia
- Se celebró entre el 15 de julio y 11 de noviembre.
- El torneo empieza desde la ronda de grupo. Los 4 primeros equipos jugaran las semifinales, y los perdedores juegan un partido por el tercer y cuarto puesto, mientras que los ganadores disputan el partido final, donde el vencedor obtiene la Copa Coliseo.

## Participantes
- Guadalajara
- Cruz Azul
- Pumas UNAM
- Comunicaciones
- Luis Ángel Firpo
- Gimnasia y Esgrima La Plata

## Torneo

### Fase de grupos
| POS | Equipo               | PJ | PG | PE | PP | GF | GC | DIF | PTS | Rend. |
| --- | -------------------- | -- | -- | -- | -- | -- | -- | --- | --- | ----- |
| 1   | Guadalajara          | 2  | 2  | 0  | 0  | 3  | 0  | 3   | 6   | 100%  |
| 2   | Gim. y Esg. La Plata | 2  | 1  | 0  | 1  | 2  | 1  | 1   | 3   | 50%   |
| 3   | Comunicaciones       | 2  | 1  | 0  | 1  | 2  | 2  | 0   | 3   | 50%   |
| 4   | Pumas UNAM           | 2  | 0  | 2  | 0  | 3  | 3  | 0   | 2   | 33%   |
| 5   | Luis Ángel Firpo     | 2  | 0  | 1  | 1  | 2  | 1  | 1   | 1   | 16%   |
| 6   | Cruz Azul            | 2  | 0  | 1  | 1  | 1  | 3  | -2  | 1   | 16%   |

### Partidos
| 15 de julio de 1998 | Guadalajara                              | 2:0 (1:0) | Comunicaciones | Memorial Coliseum, Los Ángeles |  |
|                     | Mariano Varela 35' · Manuel Martínez 89' |           |                |                                |  |

| 19 de julio de 1998 | Guadalajara         | 1:0 (1:0) | Gimnasia y Esgrima La Plata | Estadio Qualcomm, San Diego |  |
|                     | Manuel Martínez 17' |           |                             |                             |  |

| 19 de julio de 1998 | Pumas UNAM          | 1:1 (1:1) | Cruz Azul               | Estadio Qualcomm, San Diego |  |
|                     | Horacio Sánchez 17' |           | Cristian Montecinos 42' |                             |  |

| 22 de julio de 1998 | Luis Ángel Firpo                    | 2:2 (0:2) | Pumas UNAM                | Memorial Coliseum, Los Ángeles |  |
|                     | Raúl Toro 35' · Celio Rodríguez 69' |           | Horacio Sánchez 11' · 42' |                                |  |

| 22 de julio de 1998 | Gimnasia y Esgrima La Plata           | 2:0 (0:0) | Cruz Azul | Memorial Coliseum, Los Ángeles |  |
|                     | Pedro Troglio 68' · Gustavo Reggi 70' |           |           |                                |  |

| 2 de agosto de 1998 | Comunicaciones            | 2:0 (1:0) | Luis Ángel Firpo | Memorial Coliseum, Los Ángeles |  |
|                     | Rolando Fonseca 36' · 90' |           |                  |                                |  |

### Fase Final
|  | Semifinales                 | Semifinales          |   |            | Final                         | Final |  |
|  |                             |                      |   |            |                               |       |  |
|  |                             |                      |   |            |                               |       |  |
|  | 14 de octubre - Los Ángeles |                      |   |            |                               |       |  |
|  | Guadalajara                 | 2                    |   |            |                               |       |  |
|  | Pumas UNAM                  | 1                    |   |            |                               |       |  |
|  |                             |                      |   |            |                               |       |  |
|  |                             |                      |   |            | 11 de noviembre - Los Ángeles |       |  |
|  |                             |                      |   |            | Guadalajara                   | 2     |  |
|  |                             | Gim. y Esg. La Plata | 1 |            |                               |       |  |
|  |                             |                      |   |            |                               |       |  |
|  |                             |                      |   |            |                               |       |  |
|  |                             |                      |   |            | Tercer lugar                  |       |  |
|  | 14 de octubre - Los Ángeles |                      |   |            |                               |       |  |
|  | Gim. y Esg. La Plata        | 1                    |   | Pumas UNAM |                               |       |  |
|  | Comunicaciones              | 0                    |   |            | Comunicaciones                |       |  |

### Semifinal
| 14 de octubre de 1998 | Gimnasia y Esgrima La Plata | 1:0 (0:0) (0:0) (t. s.)(1:0 t. s.) | Comunicaciones | Memorial Coliseum, Los Ángeles |  |
|                       | Matias Sagorak 99'          |                                    |                |                                |  |

| 14 de octubre de 1998 | Guadalajara            | 2:1 (2:1) | Pumas UNAM         | Memorial Coliseum, Los Ángeles |  |
|                       | Ramón Ramírez 2' · 32' |           | Horacio Sánchez 3' |                                |  |

### Final
| 11 de noviembre de 1998 | Guadalajara           | 2:1 (1:0) | Gimnasia y Esgrima La Plata | Memorial Coliseum, Los Ángeles |  |
|                         | Joel Sánchez 29', 54' |           | Rubén Ferrer 50'            |                                |  |

| Guadalajara 1° título |